# Collegio uninominale Veneto 1 - 07
Il collegio elettorale uninominale Veneto 1 - 07 è stato un collegio elettorale uninominale della Repubblica Italiana per l'elezione della Camera dei deputati tra il 2017 ed il 2022.

## Territorio
Come previsto dalla legge elettorale italiana del 2017, il collegio era stato definito tramite decreto legislativo all'interno della circoscrizione Veneto 1.
Era formato dal territorio di tutta la provincia di Belluno.
Il collegio era parte del collegio plurinominale Veneto 1 - 02.

## Eletti
| Elezione | Elezione | Deputato     | Partito |
| -------- | -------- | ------------ | ------- |
|          | 2018     | Mirco Badole | Lega    |

## Dati elettorali

### XVIII legislatura
Come previsto dalla legge elettorale, 232 deputati erano eletti con sistema a maggioranza relativa in altrettanti collegi uninominali a turno unico.
| Candidati              | Candidati              | Voti    | %     | Liste                    | Voti    | %     |
| ---------------------- | ---------------------- | ------- | ----- | ------------------------ | ------- | ----- |
|                        | Mirco Badole ✔️ Eletto | 54 823  | 46,66 | Lega                     | 34 510  | 29,37 |
| Forza Italia           | Mirco Badole ✔️ Eletto | 54 823  | 46,66 | 12 173                   | 10,36   |       |
| Fratelli d'Italia      | Mirco Badole ✔️ Eletto | 54 823  | 46,66 | 6 863                    | 5,84    |       |
| Noi con l'Italia - UDC | Mirco Badole ✔️ Eletto | 54 823  | 46,66 | 737                      | 0,63    |       |
|                        | Roger De Menech        | 26 907  | 22,90 | Partito Democratico      | 22 089  | 18,80 |
| +Europa                | Roger De Menech        | 26 907  | 22,90 | 3 573                    | 3,04    |       |
| Italia Europa Insieme  | Roger De Menech        | 26 907  | 22,90 | 751                      | 0,64    |       |
| Civica Popolare        | Roger De Menech        | 26 907  | 22,90 | 494                      | 0,42    |       |
|                        | Rocco Bianco           | 26 298  | 22,38 | Movimento 5 Stelle       | 26 298  | 22,38 |
|                        | Alessandra Buzzo       | 3 896   | 3,32  | Liberi e Uguali          | 3 896   | 3,32  |
|                        | Giancarlo Garna        | 1 187   | 1,01  | Potere al Popolo!        | 1 187   | 1,01  |
|                        | Chiara De Vettor       | 1 010   | 0,86  | CasaPound                | 1 010   | 0,86  |
|                        | Giuseppe De Cet        | 897     | 0,76  | Italia agli Italiani     | 897     | 0,76  |
|                        | Bruno Roma             | 839     | 0,71  | Il Popolo della Famiglia | 839     | 0,71  |
|                        | Fabrizia Zammatteo     | 594     | 0,51  | Partito Valore Umano     | 594     | 0,51  |
|                        | Loretta Bozzato        | 544     | 0,46  | Grande Nord              | 544     | 0,46  |
|                        | Lavinia Colonna Preti  | 362     | 0,31  | 10 Volte Meglio          | 362     | 0,31  |
|                        | Luigi Fristachi        | 127     | 0,11  | PRI - ALA                | 127     | 0,11  |
| Totale                 | Totale                 | 117 484 | 100   |                          | 117 484 | 100   |
|                        |                        |         |       |                          |         |       |
| Voti non validi        | Voti non validi        | 4 220   | 3,47  |                          |         |       |
| Votanti                | Votanti                | 121 704 | 74,14 |                          |         |       |
| Elettori               | Elettori               | 164 146 |       |                          |         |       |